# 아우토스트라다 A27
아우토스트라다 A27(이탈리아어: Autostrada A27)은 메스트레와 피안디베도이아를 사이에 두고 이어주는 이탈리아의 고속도로로, 총 연장은 82.5km이다. 그러나 이 도로는 프라치오네의 한 부류이기도 하는 폰테넬알피를 직접 연결시켜주는 고속도로이기도 하다.

## 같이 보기
- 아우토스트라다
- A24